# エクセロン
エクセロン・コーポレーション（Exelon Corporation）は、アメリカ合衆国の大手電力・ガス会社の持ち株会社。2000年にシカゴを基盤とするコモンウェルス・エジソン（Commonwealth Edison）の親会社であるユニコム社（Unicom INC）と、フィラデルフィアに本拠を置くフィラデルフィア電力（PECO Energy）が合併し誕生した。
2012年にボルティモアを本拠とする、コンセレーション・エナジー（Constellation Energy Group）を79億ドルで買収。2016年にはワシントンD.C.やデラウェア州などに電力を供給している企業の持ち株会社であるペプコ・ホールディングス（Pepco Holdings）を68億ドルで買収し、東海岸での供給エリアを拡大。一方で2005年にはニュージャージー州を基盤とするPSEG社（Public Service Enterprise Group）の買収も試みたものの、連邦・ニュージャージー州の規制当局の承認が得られず、買収は実現しなかった。
サービス件数は電力が約1,000万件であり、全米最大手。都市ガスがフィラデルフィア・ボルティモア地区で約110万件である。所有する発電所の総発電出力は約3,200万kW/h。
また、エクセロンはアメリカ国内において最も多くの原子力発電所を運営している会社である。11箇所の原子力発電所で19基の原子炉を運営しているが、その中にはかつて大きな原子力事故を起こしたことがあるスリーマイル島原子力発電所が含まれている。

## 傘下企業
- コモンウェルス・エジソン（Commonwealth Edison） - シカゴ大都市圏
- フィラデルフィア電力（Philadelphia Electric Company） - フィラデルフィア大都市圏
- ボルティモア・ガス・アンド・エレクトリック（Baltimore Gas and Electric Company） - ボルティモア大都市圏
- ポトマック電力（Potomac Electric Power Company） - ワシントンD.C.、ならびにメリーランド州南西部
- デルマビア・パワー（Delmarva Power） - デルマーバ半島（デラウェア州・メリーランド州）
- アトランティックシティ電力（Atlantic City Electric） - ニュージャージー州・大西洋沿岸部

## 施設

### 原子力発電所
| 州                 | 発電所名                                       |
| ------------------ | ---------------------------------------------- |
| イリノイ州         | クアド・シティーズ原子力発電所 (Quad Cities)   |
| イリノイ州         | クリントン原子力発電所 (Clinton)               |
| イリノイ州         | ドレスデン発電所 (Dresden)                     |
| イリノイ州         | バイロン原子力発電所 (Byron)                   |
| イリノイ州         | ブレイドウッド原子力発電所 (Braidwood)         |
| イリノイ州         | ラサール原子力発電所 (LaSalle)                 |
| ニュージャージー州 | オイスタークリーク原子力発電所 (Oyster Creek)  |
| ネブラスカ州       | フォートカルフーン原子力発電所 (Fort Calhoun)  |
| ペンシルベニア州   | スリーマイル島原子力発電所 (Three Mile Island) |
| ペンシルベニア州   | ピーチ・ボトム原子力発電所 (Peach Bottom)      |
| ペンシルベニア州   | リムリック原子力発電所 (Limerick)              |